# Unión Aduanera de Alemania

I. (arriba) Divisiones aduaneras en Alemania antes de 1834.
II. (abajo) Zollverein a partir de su formación en 1834.

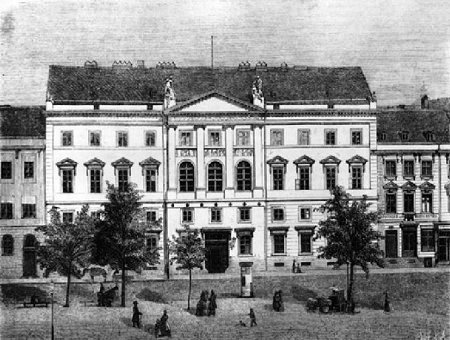
Palacio de Hardenberg en Berlín, sede de la Cámara de Representantes de Prusia, el Reichstag del Norte de Alemania y el Parlamento de Aduanas.

La Unión Aduanera de los Estados de Alemania (en alemán: Zollverein /tsolferain/) fue una zona de libre comercio realizada en 1834 por medio de la cual se suprimieron los aranceles entre los miembros de la Confederación Germánica, a excepción de Austria.
Varios Estados de la Confederación experimentaron un considerable desarrollo económico a partir de 1815. La Unión aduanera promovió la unidad de tarifas aduaneras en un proceso de unificación económica que Austria no pudo impedir a pesar de que controlaba la dirección política de la Confederación.
El Zollverein como tal estuvo en vigor hasta 1871, cuando tras la guerra franco-prusiana se constituyó el Imperio alemán que, como entidad política unificada, asumió las competencias del comercio internacional y de aduanas. El Zollverein creó un mercado interno y armonizó los sistemas comerciales y fiscales dentro de la Confederación. Este sistema de unión aduanera propició la prosperidad económica en los Estados alemanes, que benefició el ascenso de Prusia como potencia industrial, siendo además el proyecto fundacional que inició el camino hacia la unificación alemana bajo el principio de la Kleindeutsche Lösung (Pequeña Alemania).

## Contexto

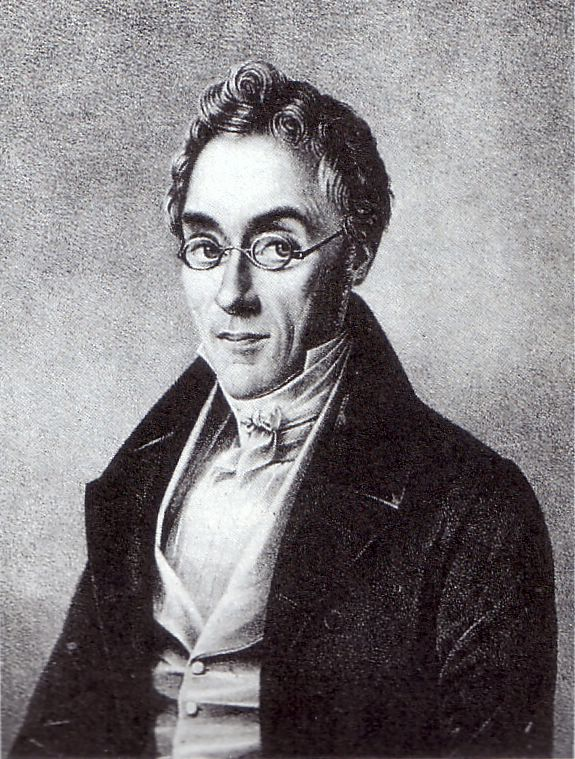
Para el economista Friedrich List, el Zollverein y la construcción del ferrocarril fueron dos procesos complementarios, "gemelos siameses" de la modernización en Alemania.

En 1806, el Imperio francés de Napoleón Bonaparte impuso los principios del Código Civil de Francia en la Confederación del Rin, fundamentalmente el respeto a la propiedad privada. Prusia, que no formó parte de dicha confederación, también adoptó este sistema, aboliendo la servidumbre y la distinción entre propiedad de la nobleza y no noble. Se creaban así las condiciones para la existencia de un mercado libre de tierras. Sin embargo, solo fue con el ascenso del canciller prusiano Otto von Bismarck a partir de los años 1860 que el estado se orientó hacia el capitalismo.
La caída de Napoleón en 1815 inició otra etapa. El Congreso de Viena estableció en los territorios alemanes la Confederación Germánica, que fue una unión débil, conservando cada Estado su soberanía en las decisiones ejecutivas y judiciales. Mientras los Estados alemanes cerraban recíprocamente sus fronteras, permanecían abiertos a las mercaderías extranjeras. Sin embargo, en 1818 Prusia unificó su política arancelaria en todos los territorios que consiguieron en el Congreso de Viena.
En 1828 se organizó una reforma aduanera general, teniendo por eje a Prusia. Simultáneamente se habían constituido dos uniones aduaneras, una entre Prusia y Hesse-Darmstadt y otra entre Baviera y Wurtemberg, en cada una de las cuales había libre circulación de mercancías, existiendo un arancel común.

## Zollverein
El acercamiento entre ambas uniones llevó a la formación del Zollverein, que entró en vigor el 1 de enero de 1834. Austria intentó bloquearla y algunos estados alemanes crearon uniones rivales contra la influencia de Prusia, pero casi todos acabaron por integrarse en el transcurso de esa década, excepto Hannover, Oldemburgo, Mecklemburgo y las tres ciudades que formaban la Liga Hanseática, todos ellos bajo la esfera de Austria.
En 1856 se firmó el Tratado de amistad, comercio y navegación entre la Unión Aduanera de Alemania y la Confederación Argentina.
El Zollverein se transformó casi en una unión nacional, ya que dio cierta cohesión política. Sirvió de base para el proceso de la unificación alemana, que tras la guerra franco-prusiana daría lugar al nacimiento del Imperio alemán, cuyos límites territoriales fueron esencialmente los mismos de la Zollverein. La Constitución imperial de 1871, puede decirse que reemplazó a la Zollverein al conceder a la unión el derecho exclusivo de legislar sobre las tarifas aduaneras comunes y los impuestos.
La Unión Aduanera de Alemania constituyó un modelo para la moderna arquitectura comunitaria de la Unión Europea (UE).